# جيمس أنتوني تامايو
جيمس أنتوني تامايو (بالإنجليزية: James Anthony Tamayo)‏ هو كاهن كاثوليكي أمريكي، ولد في 23 أكتوبر 1949 في براونزفيل في الولايات المتحدة.